# Record Interior SP
Record Interior SP é uma emissora de televisão brasileira sediada em Franca, com sucursal em Ribeirão Preto, ambas cidades do estado de São Paulo. Opera no canal 13 (14 UHF digital), e é uma emissora própria da Record, transmitindo sua programação para parte do interior do estado.

## História
A concessão do canal 4 VHF de Franca foi outorgada pelo presidente Ernesto Geisel em 10 de novembro de 1975, à uma sociedade liderada pelo empresário Agostinho Galgani, proprietário da Rádio Imperador, fundada em 1971. A TV Imperador foi inaugurada em 9 de julho de 1979, feriado da Revolução Constitucionalista de 1932, às 17h. Inicialmente, tinha uma grade com produções locais e com atrações da TV Record da capital.
Em 23 de junho de 1981, a emissora foi vendida para os proprietários da TV Record, Paulo Machado de Carvalho e Silvio Santos, sendo mais uma etapa da expansão da Rede Record pelo estado. Nessa década, a emissora inaugurava a sede no Jardim Redentor, em 1982, e a implantação de um escritório em Ribeirão Preto, criado em 1984, e que anos depois foi substituído por uma sucursal maior, no bairro Sumarezinho. Em 1989, 8 anos depois, é adquirida pelo empresário e bispo da Igreja Universal do Reino de Deus, Edir Macedo, e com a criação da Rede Record em 1990, passou a se chamar TV Record Franca/Ribeirão Preto.
Em 29 de agosto de 2010, a emissora inaugurou sucursal com departamentos comercial, marketing e de jornalismo, na cidade de São Carlos. Em 12 de abril de 2011, foi a vez da sucursal de Ribeirão Preto ganhar uma nova sede, erguida no mesmo local da antiga, com 3 000 m² e uma ampla newsroom, de onde passaram a ser feitos os telejornais da emissora. Em 2014, mudou sua nomenclatura para TV Record Interior, e em 24 de novembro de 2016, com a reformulação da marca da rede, a emissora passa a se chamar RecordTV Interior SP.

## Sinal digital
| Canal virtual | Canal digital | Resolução de tela | Programação                                          |
| ------------- | ------------- | ----------------- | ---------------------------------------------------- |
| 13.1          | 14 UHF        | 1080i             | Programação principal da Record Interior SP / Record |

A emissora iniciou suas transmissões digitais em 25 de setembro de 2014, para Franca e região através do canal 14 UHF, e em 16 de outubro para Ribeirão Preto e áreas próximas, pelo canal 28 UHF. Na operação, ao invés do canal virtual 4.1 que seria da geradora de Franca, é utilizado o 13.1, que era o canal analógico da retransmissora de Ribeirão Preto.

### Transição para o sinal digital
Com base no decreto federal de transição das emissoras de TV brasileiras do sinal analógico para o digital, a Record Interior SP, bem como as outras emissoras de Franca e região, cessou suas transmissões pelo canal 4 VHF em 21 de fevereiro de 2018, seguindo o cronograma oficial da ANATEL.

### Retransmissão via satélite
Em 21 de dezembro de 2023, a Record Interior SP passou a retransmitir o sinal dela pelo satélite Star One D2 na banda Ku.